# Ivica Tucak
Ivica Tucak (Šibenik, 8. veljače 1970.), hrvatski je vaterpolski trener, trenutačni izbornik hrvatske vaterpolske reprezentacije i bivši hrvatski vaterpolist. Igrao je na mjestu napadača.

## Igračka karijera
Igrao je za Šibenik (koji je prije nosio ime Solaris), od prije 1999. do sezone 2002./03. U dvjema je sezonama, 2002./03. i 2003./04., igrao u zagrebačkom Medveščaku, a onda se vratio u Šibenik u kojem je igrao sve do kraja sezone 2004./05.

## Trenerska karijera
Ljeta 2005. godine zajedno s Veselinom Đuhom vodio je hrvatsku juniorsku reprezentaciju. Prvi klub koji je trenirao bio je Šibenik s kojim je u prvoj sezoni (2006./07.) ušao u završnicu Kupa LEN-a. Kao trener juniorske reprezentacije osvojio je brončanu medalju na EP u Beogradu 2008. godine te zlatno odličje sa SP u Šibeniku 2009. godine. Od 2010. do 2012. godine bio je trener Jadrana HN s kojim je dva puta osvajao Jadransku ligu, dva puta crnogorsko prvenstvo i jedanput crnogorski kup. U istom razdoblju bio je dio stožera hrvatske reprezentacije koju je vodio Ratko Rudić i koja je osvojila europsko, olimpijsko i zlato u Svjetskoj ligi. 16. rujna 2012. godine Tucak je naslijedio Ratka Rudića na mjestu izbornika hrvatske vaterpolske reprezentacije. Nije uspio odvesti Hrvatsku na završni turnir SL 2013. godine zbog dva poraza od Crne Gore. Prvo odličje pod palicom izbornika Tucka bilo je zlato na Mediteranskim igrama 2013. godine koje je sa svim pobjedama na svoj Dan državnosti 25. lipnja osvojila Hrvatska. Tako je Svjetski kup ostao jedino veliko natjecanje na kojem Hrvatska nikada nije osvojila zlato. Svjetsko prvenstvo u vaterpolu 2013. godine bilo je prvo prestižno natjecanje na kojem je vodio hrvatsku reprezentaciju. Reprezentacija je osvojila broncu sa svim pobjedama osim poraza od Mađarske u poluzavršnici. 2017. godine na Svjetskome prventsvu u Budimpešti s hrvatskom reprezentacijom osvojio je zlatnu medalju.

## Nagrade i priznanja
- 2009.: Proglašen najboljim trenerom grada Šibenika.[13]
- 2013.: Plaketa Grada Šibenika za ostvarene uspjehe u trenerskoj vaterpolo karijeri[14]
- 2017.: Nagrada Grada Šibenika za iznimna postignuća u športu i promidžbi grada Šibenika.[15]
- 2024.: Nagrada Županije Šibensko - kninske za izuzetna športska postignuća, izuzetni doprinos športskoj zajednici, izuzetno kvalitetno vođenje hrvatske vaterpolo reprezentacije i promoviranja Šibensko - kninske županije u Republici Hrvatskoj i svijetu.[16]

## Vanjske poveznice
- Oni pobjeđuju: Ivica Tucak, Al Jazeera Balkans, 27. ožujka 2023.